# Sant Julià de Ribelles
Sant Julià de Ribelles és una església de l'antic poble de Ribelles, actualment del municipi d'Albanyà, inclosa en l'Inventari del Patrimoni Arquitectònic de Catalunya.

## Descripció
Antiga església parroquial del poble de Ribelles. Es tracta d'una construcció romànica que presenta les característiques pròpies del segle xii, tot i que s'hi observen restes d'una edificació anterior. Consisteix en una sola nau amb teulat sobrealçat i presència, a llevant, d'absis semicirculars amb cornisa i finestra central. En el mur del lateral del costat nord es presenten dues finestres senzilles i cornisa, mentre que, al migdia, hi ha construccions annexionades en centúries posteriors. La porta d'ingrés adovellada es considera que pertany al segle xv, o principis del segle següent, i es troba a la banda de la posta de sol, a la qual també hi ha un campanar d'espadanya de doble obertura, que es converteix, posteriorment, en una torre amb teulada a dos vessants.

## Història
Un temple anterior fou consagrat l'any 947 per Gotmar, bisbe de Girona. Entre els anys 1094 i 1273, constà com a parròquia de "Sancti Juliani de Ribelles" si bé l'any 1362 el nom del lloc, unit al de l'església, sofrí una petita modificació, raó per la qual actualment s'escriu "Ribellis". En els temps del bisbe de Girona, Josep Taverner (1721-1726) era ja una església depenent de la parròquia de Sant Llorenç d'Oix.
Ribelles té uns goigs dedicats per a la veneració del sant.